# Carl von Bodelschwingh

Carl von Bodelschwingh

Carl von Bodelschwingh (* 16. Dezember 1800 in Hamm; † 10. Mai 1873 in Berlin) war ein deutscher Verwaltungsjurist im Königreich Preußen. In der Provinz Westfalen war er Landrat des Kreises Hamm und Regierungspräsident in Arnsberg. Er war elf Jahre Preußischer Finanzminister und saß im westfälischen Provinziallandtag. Vor und nach der Deutschen Reichsgründung war er Mitglied des Reichstages. Er war Kommendator der westfälischen Genossenschaft des Johanniterordens und wohnte auf Haus Heyde im heutigen Uelzen bei Unna.

## Herkunft
Sein Vater war Franz von Bodelschwingh-Velmede (1754–1827) auf Gut Velmede im heutigen Bergkamen. Seine Mutter war Friederike von Bodelschwingh, die Erbin des Rittergutes Haus Heyde. Die Familie besaß insgesamt sechs Güter im Raum nördlich von Unna, dazu im Zentrum der damaligen Kreis- und Garnisonsstadt Hamm ein Haus, in dem sie häufig wohnten. Sie waren zu drei Kindern: Neben Carl als jüngstem die um neun Jahre ältere Sophie (1791–1855) und der um sechs Jahre ältere Ernst von Bodelschwingh der Ältere, der vor ihm eine ähnliche Laufbahn durchlief wie er und ebenfalls preußischer Minister war. Von ihren Eltern erbten die drei Kinder jeweils zwei der Güter, Carl den Familiensitz mütterlicherseits, nämlich das Wasserschloss Haus Heyde mit dem 3,7 km nördlich gelegenen Gut Binkhoff.
Durch seine Ämter bedingt, wohnte Bodelschwingh viele Jahre nicht dauerhaft auf Haus Heyde, sondern an den Orten seiner jeweiligen Tätigkeit, so vor allem während der elf Jahre als preußischer Finanzminister in seiner Dienstwohnung im preußischen Finanzministerium in Berlin.

## Frühe Jahre
Bodelschwingh besuchte zunächst das Gymnasium Hammonense, dann 1813 für kurze Zeit das Pädagogium in Halle und schließlich das Joachimsthalsche Gymnasium in Berlin. Dort erhielt er am 15. März 1821 das Reifezeugnis. Anschließend studierte er an der Friedrich-Wilhelms-Universität Berlin ein Semester Baufach, dann Rechtswissenschaft und Kameralwissenschaft. Nachdem er 1820 im Corps Guestphalia (II) Göttingen aktiv geworden war, schloss er das Studium ab.
Nachdem er als Einjährig-Freiwilliger beim Garde-Schützen-Bataillon gedient hatte, kehrte er nach Haus Heyde zurück und unterstützte die Eltern bei der Verwaltung ihrer Güter. Am 30. September 1835 wurde er vom Kreistag des Kreises Hamm, der damals die Stadt Hamm und den heutigen Kreis Unna umfasste, zum Kreisdeputierten gewählt und am 20. Februar 1836 mit der kommunalen Verwaltung des Landratsamtes des Kreises beauftragt. Am 15. Januar 1837 wurde er zum Landrat des Kreises Hamm bestellt und übte dieses Amt bis 1844 aus. Am 20. August 1844 wurde er zum Oberregierungsrat und Abteilungsdirigenten bei der Regierung in Minden ernannt, am 27. Mai 1845 zum Regierungsvizepräsidenten im Regierungsbezirk Münster. Danach war er vom 18. Juli 1849 bis Juli 1851 Regierungspräsident im Regierungsbezirk Arnsberg.

## Finanzminister
Politisch war Bodelschwingh ein Parteigänger des ultrakonservativen Politikers Ernst Ludwig von Gerlach. Im Juli 1851 wurde er in die preußische Regierung unter Ministerpräsident Otto Theodor von Manteuffel berufen und war dann bis zur Entlassung dieser Regierung am 6. November 1858 preußischer Finanzminister. Obwohl konservativ, soll Bodelschwingh den technischen Entwicklungen gegenüber aufgeschlossen gewesen sein. Wie der „Westfälische Anzeiger und Kurier“ von Weihnachten 1863 in einem Artikel über ihn rühmt, war Bodelschwingh als Finanzminister in den Jahren 1851 bis 1858 unter dem („reaktionären“) Ministerpräsidenten von Manteuffel „in dieser Zeit ein eifriger Förderer des Verkehrswesens, besonders des Baues von Eisenbahnen, vor allem in Westfalen und in der Rheinprovinz, in jenen Gebieten, in denen damals der Bergbau und die Industrie sich zu entwickeln begannen“. Beim Abgang wurde ihm der Rote Adlerorden 1. Klasse mit Eichenlaub verliehen. Er kehrte dann zurück auf das ererbte Haus Heyde.
Am 30. September 1862 wurde er erneut in die preußische Regierung berufen, diesmal unter Ministerpräsident Otto von Bismarck, und war bis Juni 1866 zum zweiten Mal Finanzminister. Da Bismarck Bodelschwingh für sein Kabinett auswählte, dürfte er keine geringe Meinung von ihm gehabt haben. Beide hatten auch weitgehend gleiche Grundhaltungen: tief religiös, streng konservativ, überzeugt vom Gottesgnadentum des Königs. In der Politik gingen aber im Laufe der Jahre ihre Auffassungen mehr und mehr auseinander. Es gab Differenzen und unterschiedliche Auffassungen, wohl vor allem in der Handelspolitik. Was man bei Bismarck in seinen Gedanken und Erinnerungen über Bodelschwingh liest, ist selten positiv. Es finden sich dort Passagen wie „Unterstützung meiner Politik nicht zu erwarten“, „Bodelschw.´s bureaukratische Difteleien“ oder „Durch die Intrigen von Bodelschwinghs […] vereitelt“. Im Juni 1866 trat er zurück, weil er als Finanzminister nicht die Gelder für den Deutschen Krieg bereitstellen wollte. So nachdrücklich Bodelschwingh auch für die deutsche Einheit eintrat, im Gegensatz zu Bismarck lehnte er einen Krieg zwischen Deutschen, einen „sündhaften Bruderkrieg“, wie er es einmal nannte, zur Erreichung dieses Zieles ab. „Deutsche kämpfen nicht gegen Deutsche“ war sein Wort.
Die nachfolgende Entwicklung zeigte dann, dass nicht seine, sondern Bismarcks Politik die erfolgreichere war. Besonders schlimm muss es für ihn gewesen sein, dass in diesem Krieg, den er ablehnte und dessentwegen er seinen Abschied genommen hatte, zwei seiner Söhne starben. Alle seine vier Söhne nahmen an dem Krieg teil, darüber hinaus sein Schwiegersohn Friedrich von Bodelschwingh der Ältere, damals Pastor in Fröndenberg/Ruhr, als Feldprediger. Alle vier Söhne fochten auch in der Entscheidungsschlacht von Königgrätz (3. Juli 1866). Der Telegraph brachte dann der Familie die Kunde nach Haus Heyde, dass einer gefallen, ein anderer tödlich verwundet war. „Gott mache uns zu fröhlichen Gebern“, schrieb Bodelschwingh später unter die Todesanzeige für seine beiden Söhne.

## Abgeordneter
Fast 40 Jahre gehörte Bodelschwingh dem Westfälischen Provinziallandtag als Abgeordneter der märkischen Ritterschaft an und war dort Mitglied des ständischen Verwaltungsausschusses. Von 1851 bis 1858 und erneut von 1867 bis 1873 war er Mitglied des Preußischen Abgeordnetenhauses, zunächst für den Kreis Tecklenburg, später für den Wahlkreis Herford-Halle, den er auch ab 1871 im Deutschen Reichstag vertrat. Ende der 1860er Jahre scheint Bodelschwingh im Abgeordnetenhaus eine treibende Kraft in der konservativen Opposition gegen Bismarck gewesen zu sein. Entsprechend schlecht kommt Bodelschwingh auch weg bei Bismarcks Bericht über seinen Bruch mit der konservativen Partei. Bodelschwingh wird dabei von Bismarck geradezu als Intrigant hingestellt. Wie überliefert, erregte sich Bismarck noch wenige Wochen vor Bodelschwinghs Tod gegenüber einem von Bodelschwinghs Verwandten: Bodelschwingh sei ein „Fuchs“; man glaube, man habe ihn erschossen, doch „dann beißt einen das Biest hinten in die Wade“.

## Religiöse Einstellung
Offenbar war Bodelschwingh ebenso wie sein Bruder Ernst von Bodelschwingh der Ältere und wie die übrigen Familienmitglieder ein tief religiöser und sozial denkender Mensch. Als sein Neffe Friedrich um die Hand seiner Tochter Ida anhielt, schrieb er als Antwort – wie es in dessen Erinnerungen heißt –, „er gebe mir seine Tochter lieber als Pastor der armen Gassenkehrer, als wenn ich vornehmer Gesandtschaftsprediger wäre; denn er hasse die Diplomaten“.
Bodelschwingh förderte die Innere Mission und stand in enger Verbindung mit Theodor Fliedner und Johann Hinrich Wichern, die zu den bedeutendsten Persönlichkeiten der evangelischen Kirche Deutschlands gehörten. Als Finanzminister war er ein Gönner der von Fliedner 1836 gegründeten Diakonissenanstalt Kaiserswerth, die zum Vorbild für zahlreiche diakonische Einrichtungen in Deutschland und im Ausland wurde.

## Familie
Bodelschwingh heiratete am 28. Juli 1827, ein halbes Jahr nach dem Tod seines Vaters, Elise Freiin von Bodelschwingh-Plettenberg (1806–1889), Tochter des Großkomturs des Deutschen Ordens Karl Wilhelm Georg von Bodelschwingh-Plettenberg vom Stammsitz der Bodelschwinghs in (Dortmund-)Bodelschwingh. Elise wurde später geschildert als „Vorbild einer schlichten und sparsamen Hausfrau altpreußisch-aristokratischer Haltung, die streng auf Ordnung und Pünktlichkeit hielt und ganz in ihrem großen häuslichen Pflichtenkreis aufging“.
Carl und Elise von Bodelschwingh hatten elf Kinder (sieben Mädchen, vier Jungen), von denen allerdings das älteste (Friederike) schon mit knapp vier Jahren starb. Die Söhne Karl (1831–1866) und Gustav (1838–1866) fielen 1866 in der Schlacht bei Königgrätz im Feldzug gegen Österreich. Von den beiden überlebenden Söhnen war Ernst (1830–1881) zunächst Offizier und später 14 Jahre Landrat des damaligen Kreises Hamm, der andere, Udo (1840–1921), Berufsoffizier (zuletzt Oberst) und später „königlich preußischer Ceremonienmeister und Kammerherr“. Seine Tochter Ida heiratete 1861 den berühmtesten aller Bodelschwinghs, nämlich seinen Neffen Friedrich, der später mit Ida an seiner Seite die Epilepsie-Anstalt in (Bielefeld-)Bethel zu den weltbekannten von Bodelschwinghschen Anstalten Bethel ausbaute. Luise (1833–1905) heiratete Konstantin Freiherr von Quadt und Hüchtenbruck (1825–1881), den jüngsten Sohn des Generals Konstantin Freiherr von Quadt und Hüchtenbruck. Marie (1842–1923) heiratete den Landrat des Kreises Calau Freiherr Kurt von Patow-Gliechow (1836–1902), Lina (1845–1902) heiratete den Theologen Rudolf Kögel (1829–1896).
Bodelschwingh verstand sich anscheinend sehr gut mit seinem älteren Bruder Ernst, vor ihm preußischer Staatsminister, von dem er sich im Äußeren stark unterschied. Im Gegensatz zur hohen, imponierenden Gestalt der meisten Bodelschwinghs war Carl eher klein und etwas rundlich. Wie sein Enkel Gustav berichtet, mischte sich Carl, wenn er gelegentlich Ernst und dessen Familie im preußischen Finanzministerium besuchte, „in das fröhliche Spiel, und die Kinder sahen zu, wie die beiden schon ergrauenden Brüder sich mit Kissen warfen“. Als Ernst 1854 starb, wurde Carl Vormund seiner drei jüngsten Kinder, die damals noch minderjährig waren. Auch in geschäftlichen Dingen vertrauten die Brüder einander. Wie aus den vorhandenen Unterlagen hervorgeht, vertrat bei Verhinderung einer den anderen.
Großen Wert legte Bodelschwingh auch auf die Erziehung seiner Töchter, die während seiner Zeit als Finanzminister in Berlin Unterricht durch die tüchtigsten Lehrer erhielten, insbesondere auch in Musik. Vielen Hinweisen ist zu entnehmen – besonders den Briefen von und an ihn –, dass Bodelschwingh seinen Kindern und Enkelkindern ein mitfühlender und treusorgender Vater und Großvater war. Im Nachruf des „Wochenblatts der Johanniter-Ordens-Balley Brandenburg“ vom 9. Juli 1873 hieß es über ihn:
„In dem reich gesegneten Familienleben, in christlicher Hausordnung nach der guten Sitte der Väter, waren die Familienglieder in herzlichster Liebe gegenseitig verbunden. Heiterer Frohsinn, Liebe zur Musik, namentlich der geistlichen, und edle Geselligkeit belebten den reichen Familienkreis, überall getragen durch treues Festhalten an der erkannten und bekannten evangelischen Wahrheit, in echter Lebensgemeinschaft unter Kindern und Enkeln.“
Karl wie sein älterer Bruder Ernst wurden 1950 in einer Schrift „Der Kreis Unna - Die Stadt Hamm“ unter den zwölf bedeutendsten Persönlichkeiten aufgeführt, die dieser Raum hervorgebracht hat.
Bodelschwingh starb nach kurzer Krankheit am 10. Mai 1873 in Berlin, wo er an den Sitzungen von Landtag und Reichstag teilnahm. Beigesetzt wurde er am 16. Mai 1873 auf dem Familienfriedhof von Haus Heyde. Als dieser Friedhof 1938 aufgehoben wurde, überführte man seine Gebeine und die seiner Frau auf den Familienfriedhof derer von Bodelschwingh bei Haus Velmede im Bergkamen, wo sie noch heute ruhen.

## Neue Forschungen
2009 ist aus Anlass der Ausstellungen und Veröffentlichungen zur 400-jährigen Zugehörigkeit der Grafschaft Mark zu Preußen erstmals von dem Historiker Eckhard Trox, Leiter des Geschichtsmuseums Lüdenscheid, die Rolle Bodelschwinghs als preußischer Finanzminister und seine Stellung in der Auseinandersetzung um die deutsche Reichseinigung wissenschaftlich untersucht worden. Trox geht speziell darauf ein, warum über Bodelschwingh, der doch insgesamt „elf historisch bedeutsame“ Jahre Finanzminister war, kaum etwas bekannt ist, sein Leben bisher noch nicht einmal in biographischen Lexika gewürdigt wurde. Eine der Hauptursachen sieht er darin, dass Bodelschwinghs Biographie „sozusagen quer“ zu gängigen Erwartungshaltungen stand und er nach der Reichseinigung zu den „Verlierern“ gehörte. Nach Trox handelt es sich bei Bodelschwingh „zweifelsohne um eine prägende Gestalt der Politik der 1850er bis 1870er Jahre, angesiedelt zwischen politischer Reaktion und industrieller Aufbruchstimmung in den Westprovinzen“. Als Finanzminister hatte Bodelschwingh durchaus eigenständige Ansichten in Wirtschafts- und Steuerfragen. Im Vorfeld des „Deutschen Krieges“ bekämpfte er massiv den Kurs Bismarcks. Innerhalb des regierenden konservativen Lagers existierte eine „Kriegs“- und eine „Friedenspartei“. Die Gruppierung, die den „Bruderkrieg“ ablehnte, wurde von Bodelschwingh angeführt. Dabei wusste er sich einig mit dem katholischen und protestantischen Adel in Westfalen. Zwar trat auch er für die deutsche Einheit ein, doch hätte für ihn ein Krieg vor allem bedeutet, durch die Freigabe von Mitteln einen Kampf zwischen adligen Offizieren Preußens und Österreichs persönlich verantworten zu müssen. „Auch die sich abzeichnende Entwicklung – das von seinen politischen Freunden befürchtete gleiche Wahlrecht, die absehbare, zumindest denkbare weitere politisch-gesellschaftliche Bedeutungsminderung des preußischen Adels und die befürchtete Destabilisierung der sozialen und politischen Verhältnisse Preußens durch die zu vermutende Eigendynamik eines neuen und starken Reichs im Zentrum Europas – sei den konservativen Kriegsgegnern als geradezu beängstigend erschienen.“ Bodelschwingh betrachtete es daher auch nach der Reichsgründung als seine Pflicht, die Konservativen von der Zusammenarbeit mit Bismarck abzuhalten.